# Makhtesh Ramon
Le makhtesh Ramon, en hébreu מכתש רמון, littéralement « le cratère Ramon », est un makhtesh, cirque d'érosion karstique, situé en Israël dans le désert du Néguev. Singulièrement vaste, il mesure 40 km de long, de 2 à 10 km de large et 500 m de profondeur.
La ville de Mitzpe Ramon se situe sur l'arête nord du cirque.

## Galerie de photos du makhtesh

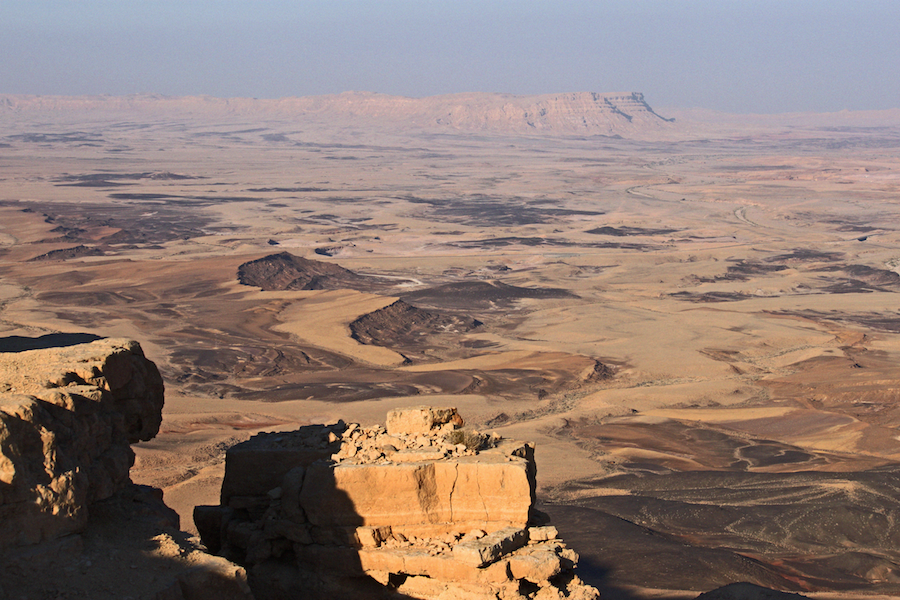
Vue depuis le haut du cratère.
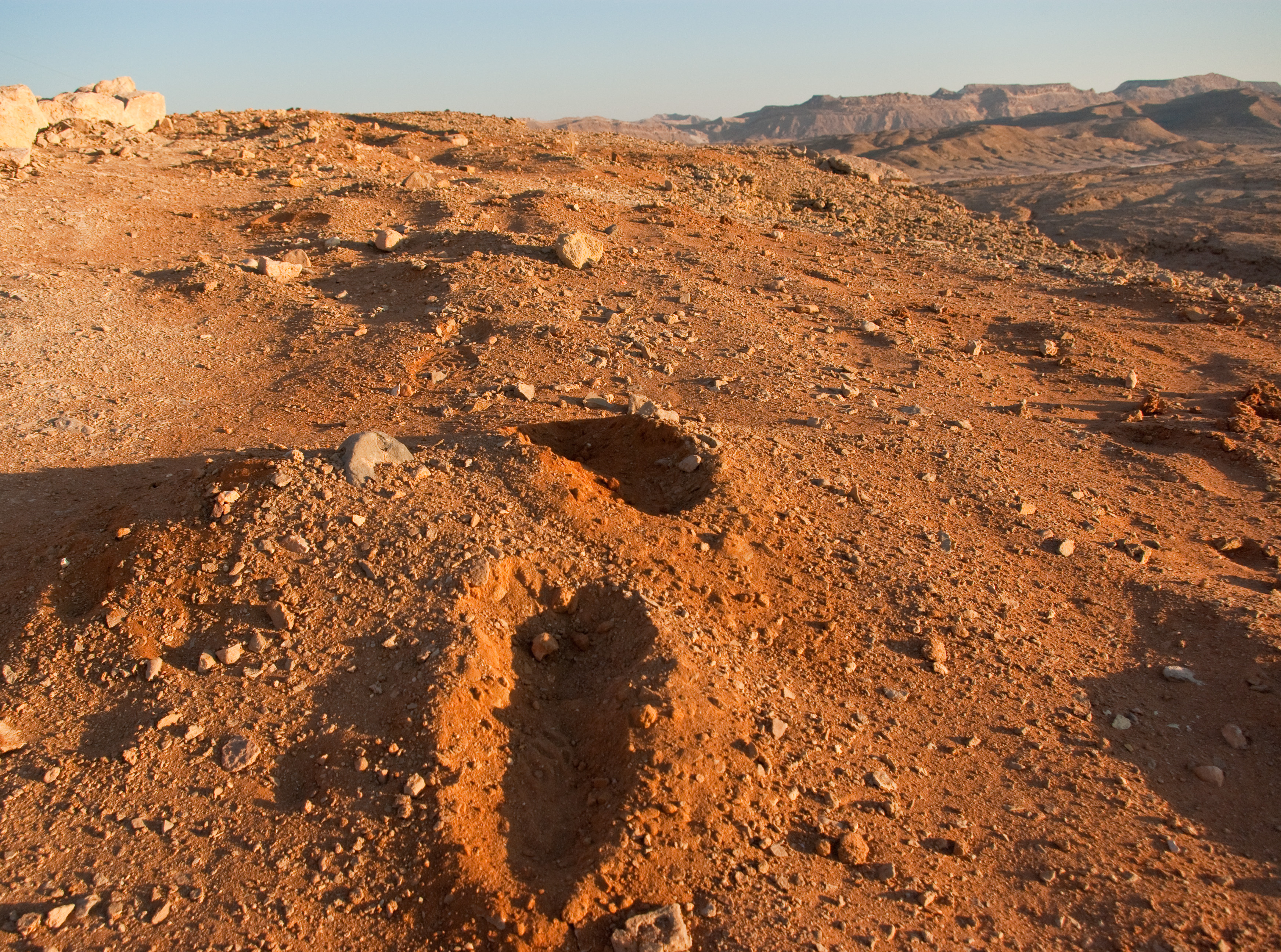
Le makhtesh Ramon.
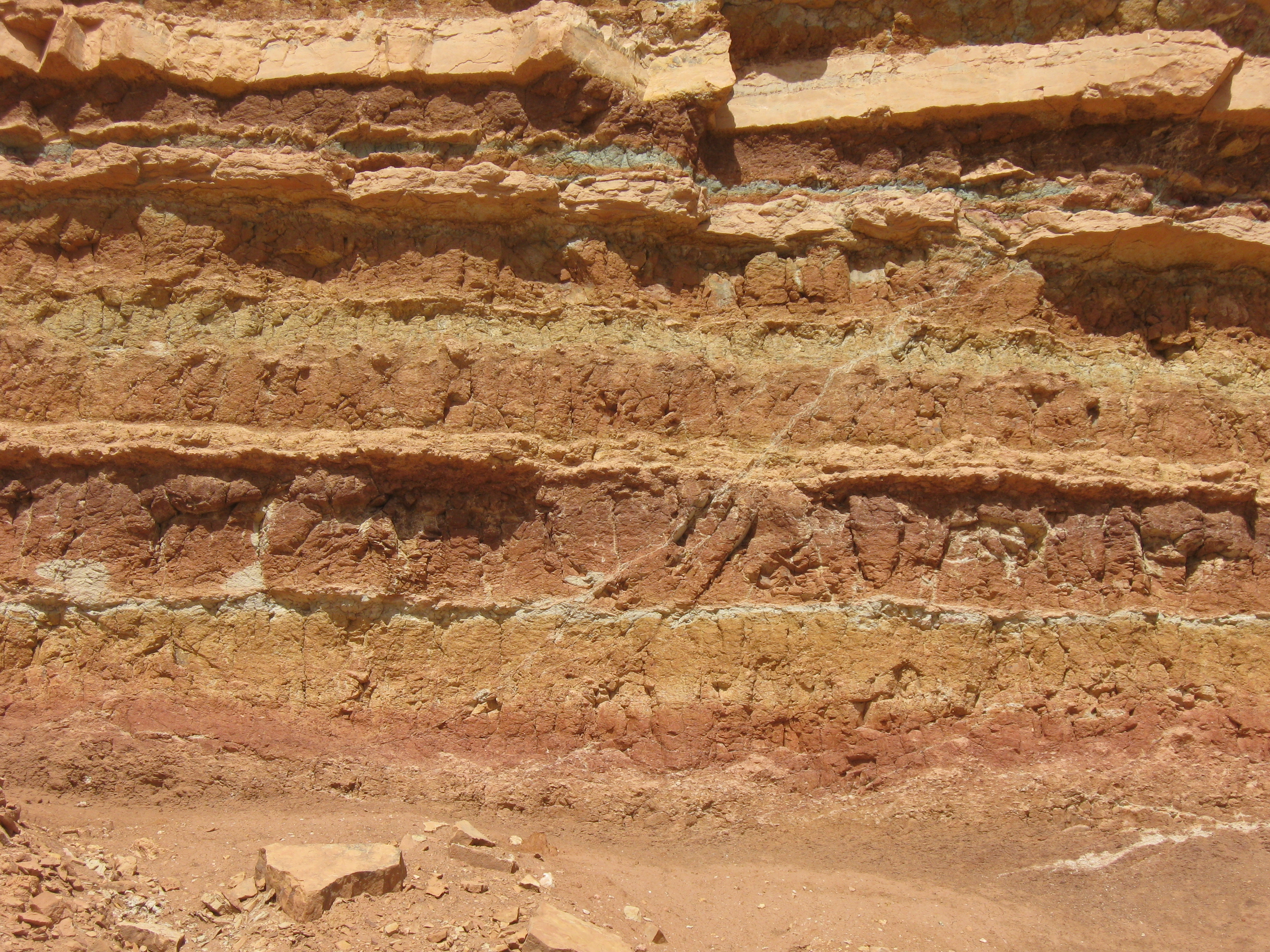
Strates géologiques dans le makhtesh Ramon.
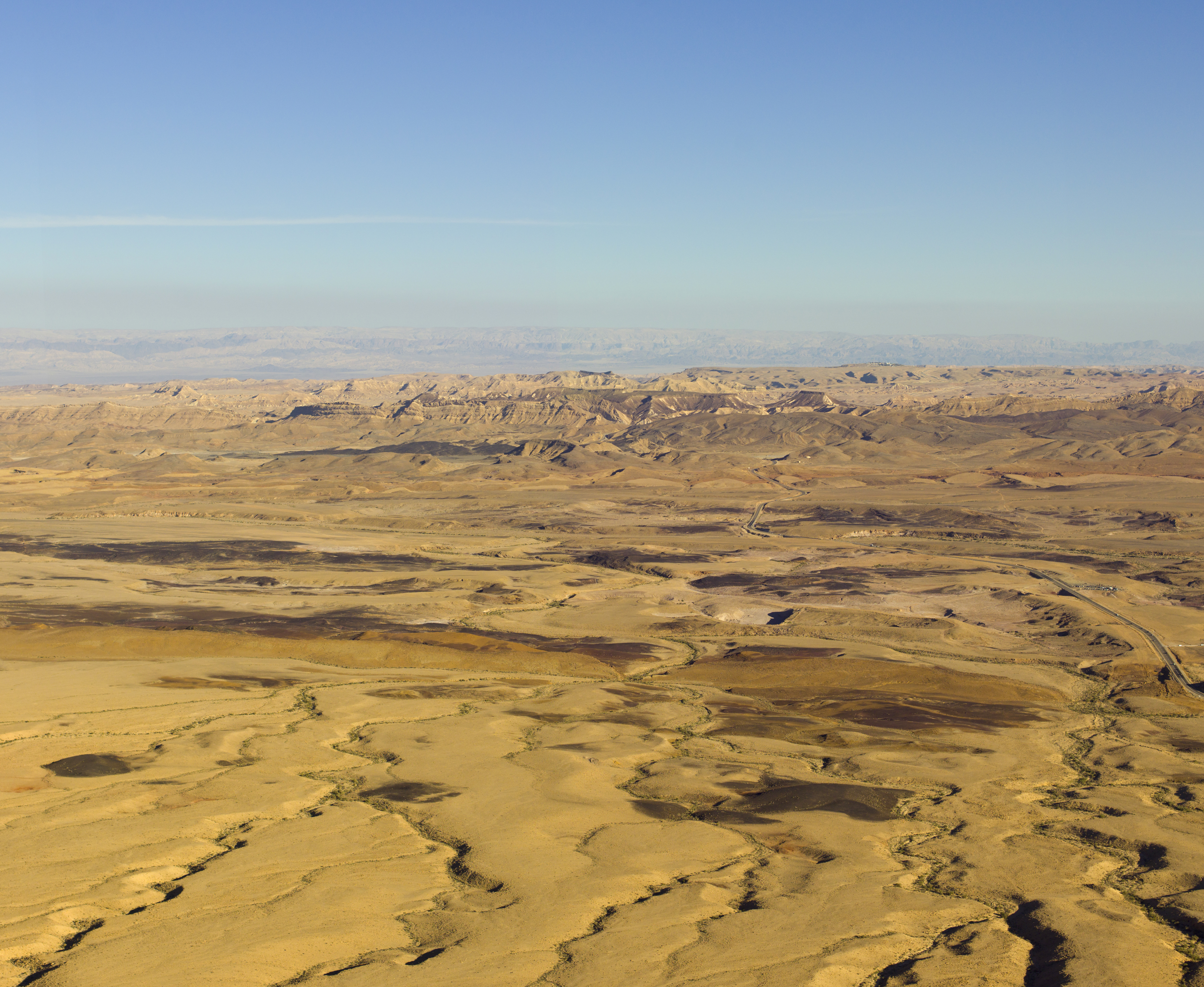
Vue aérienne du makhtesh.
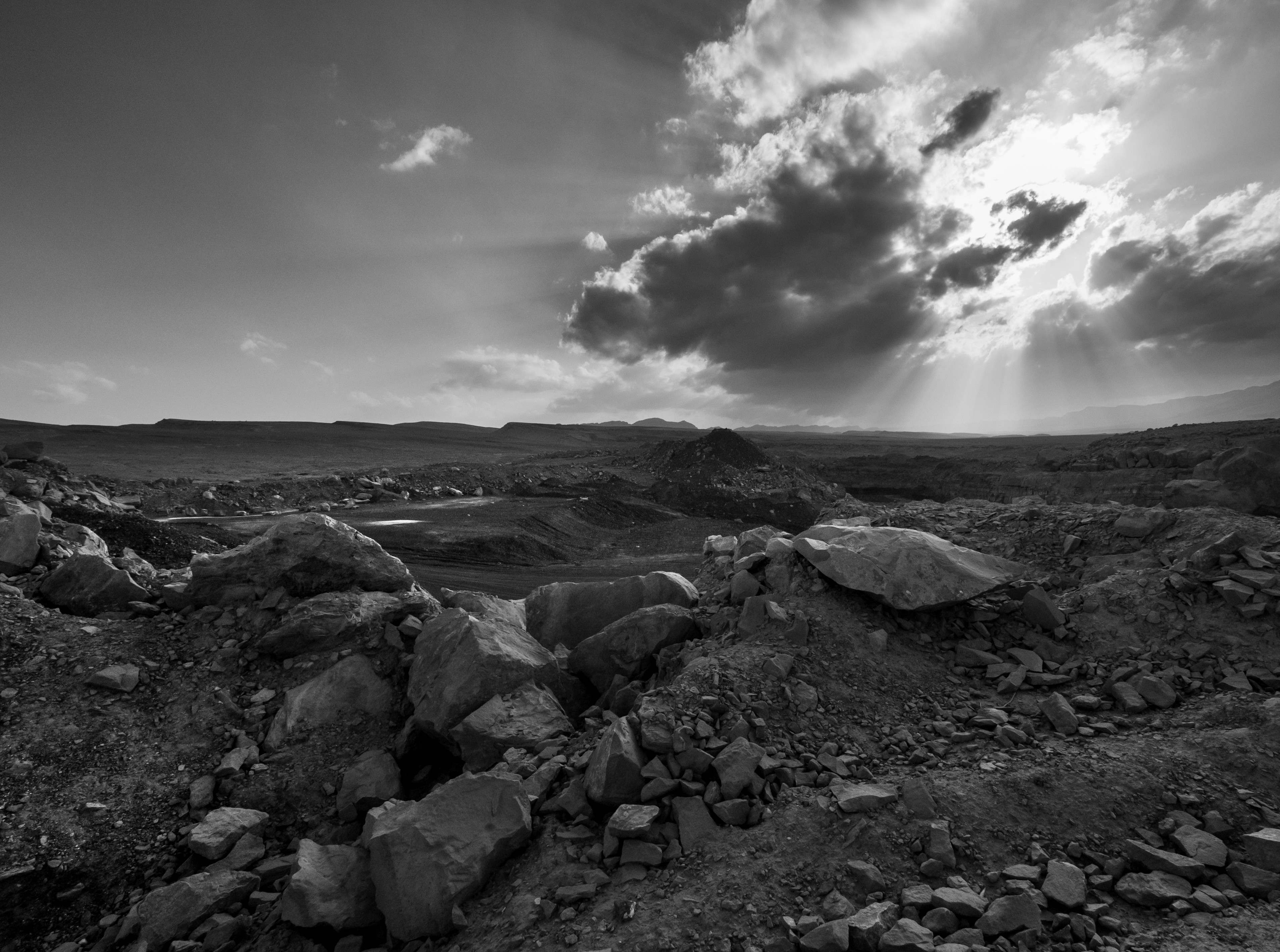
Paysage du makhtesh Ramon.
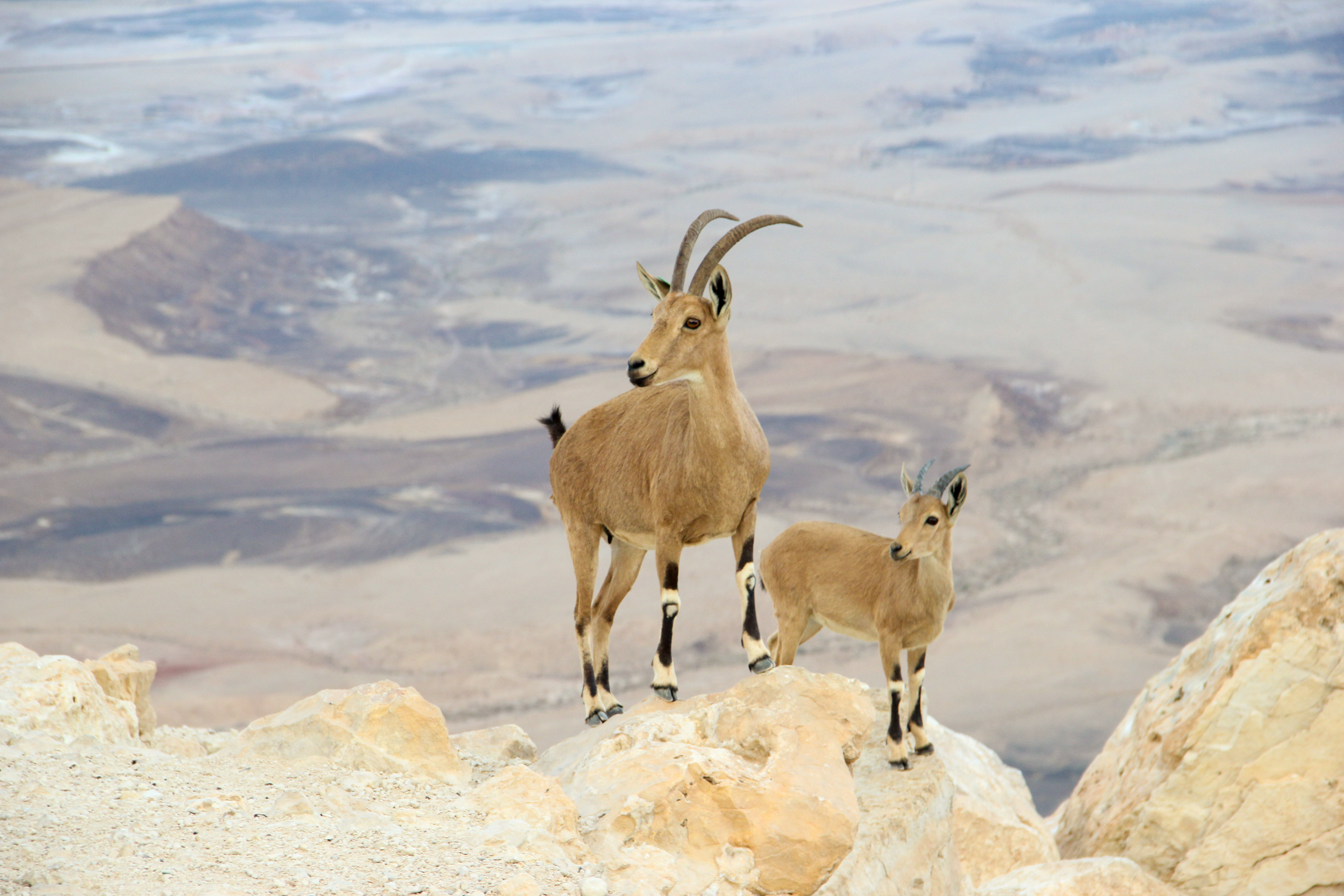
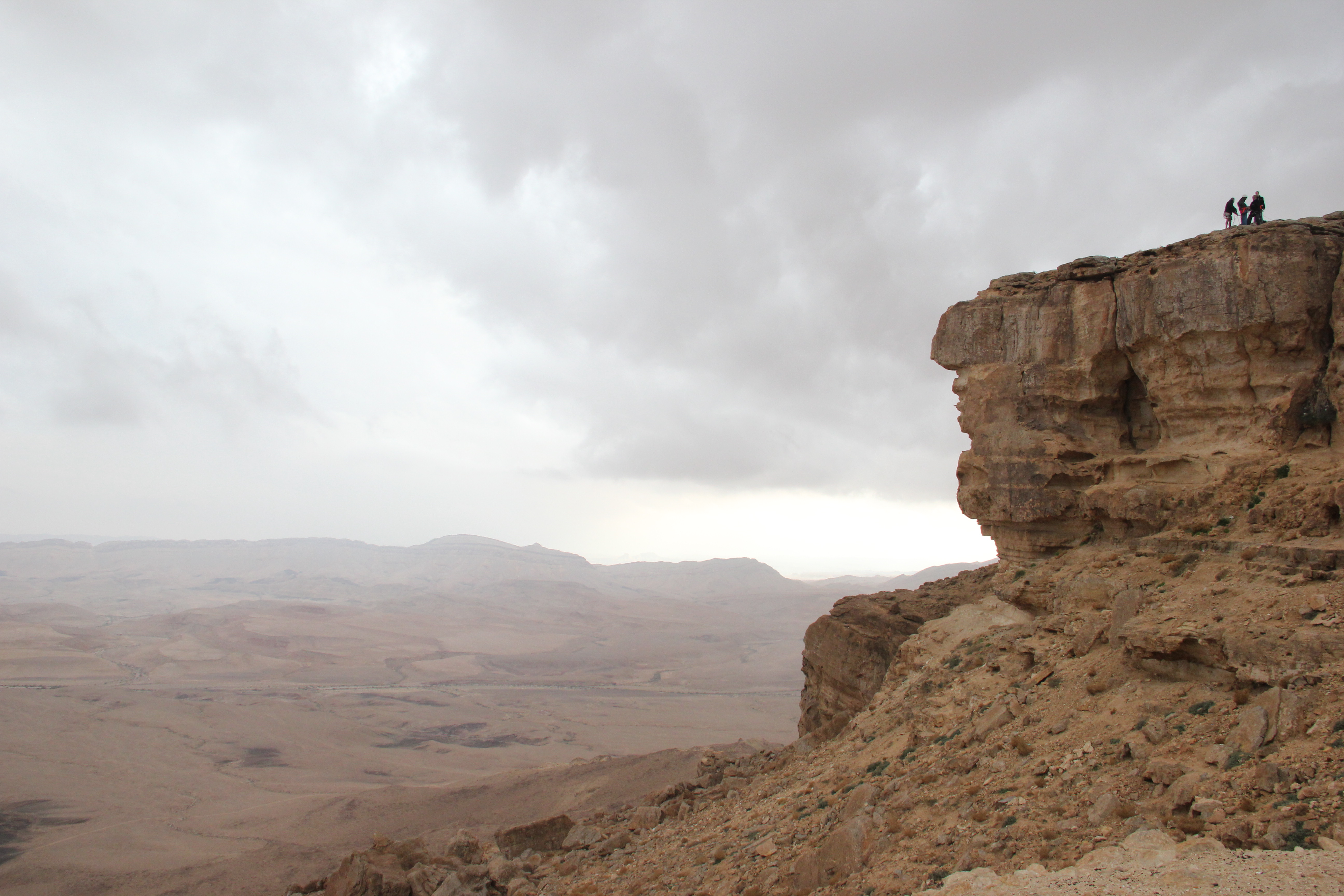
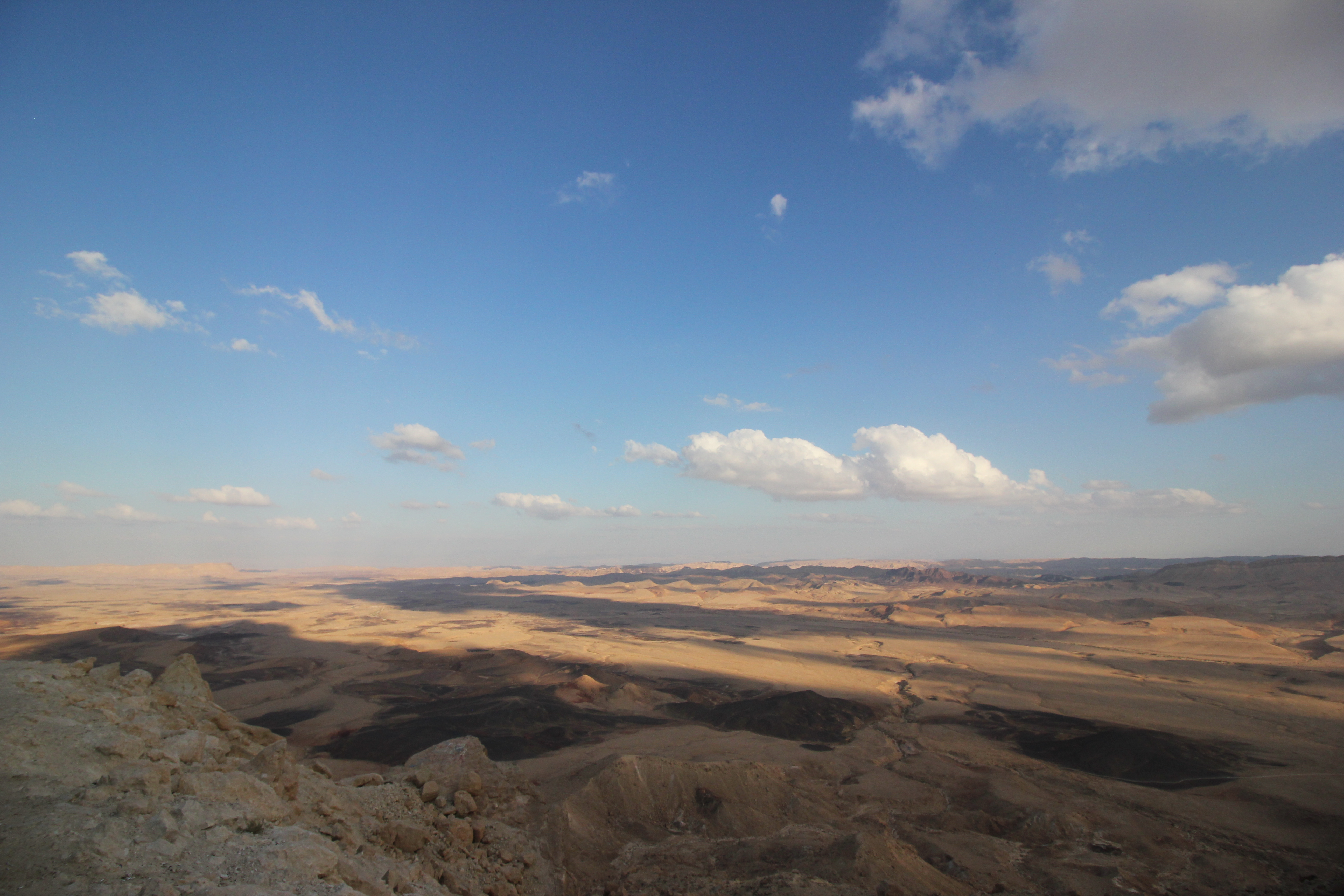
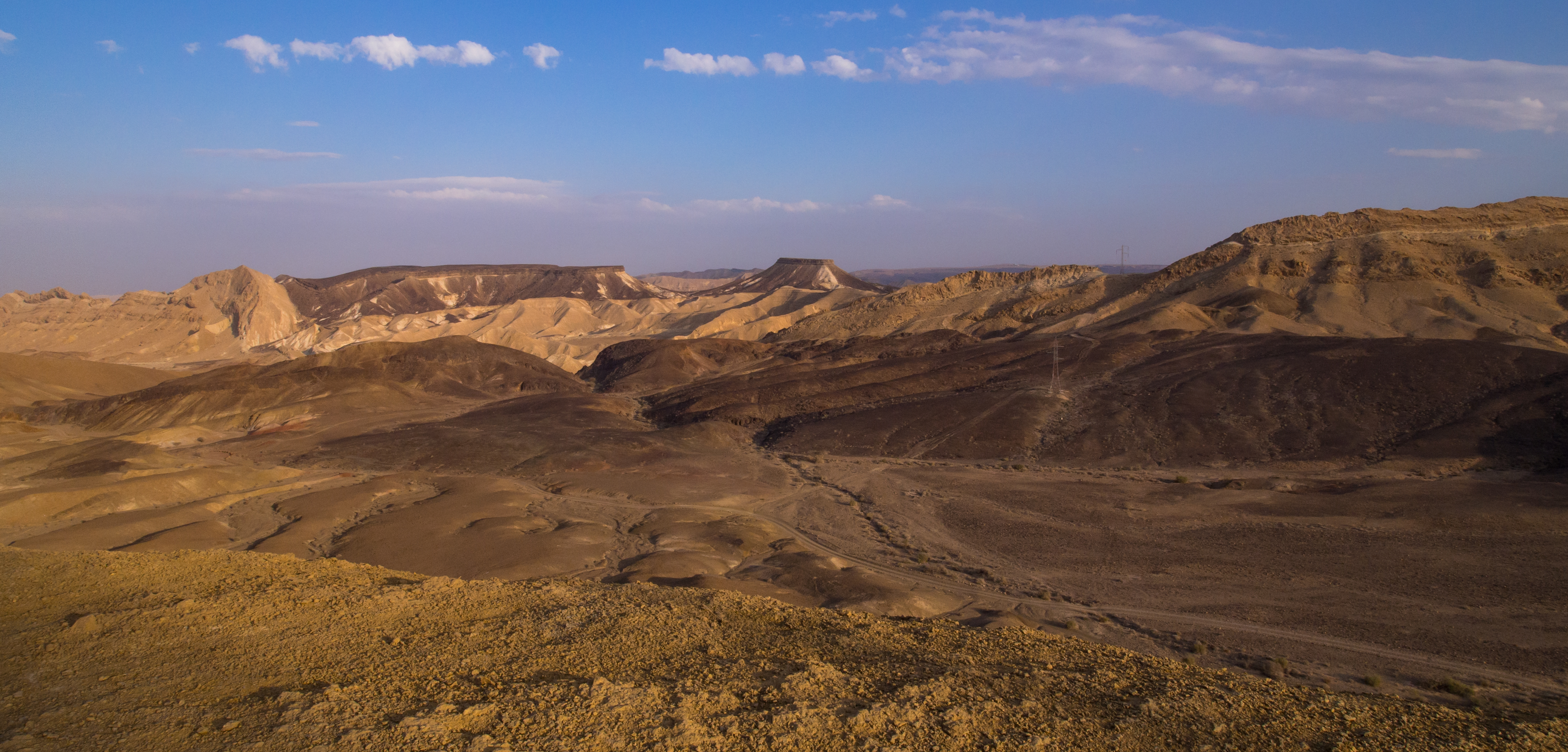
Le makhtesh Ramon, vue du mont Gvanim.
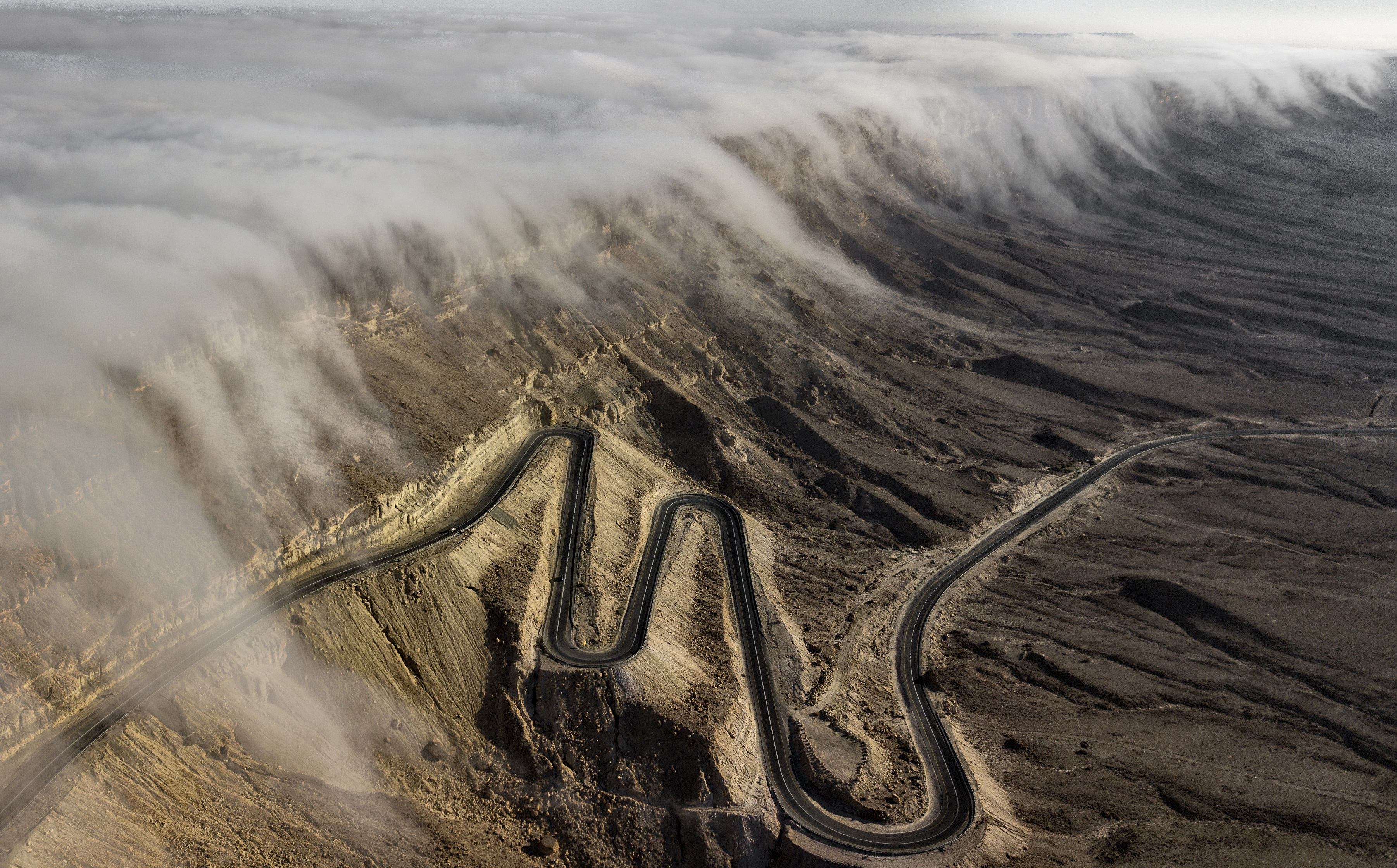
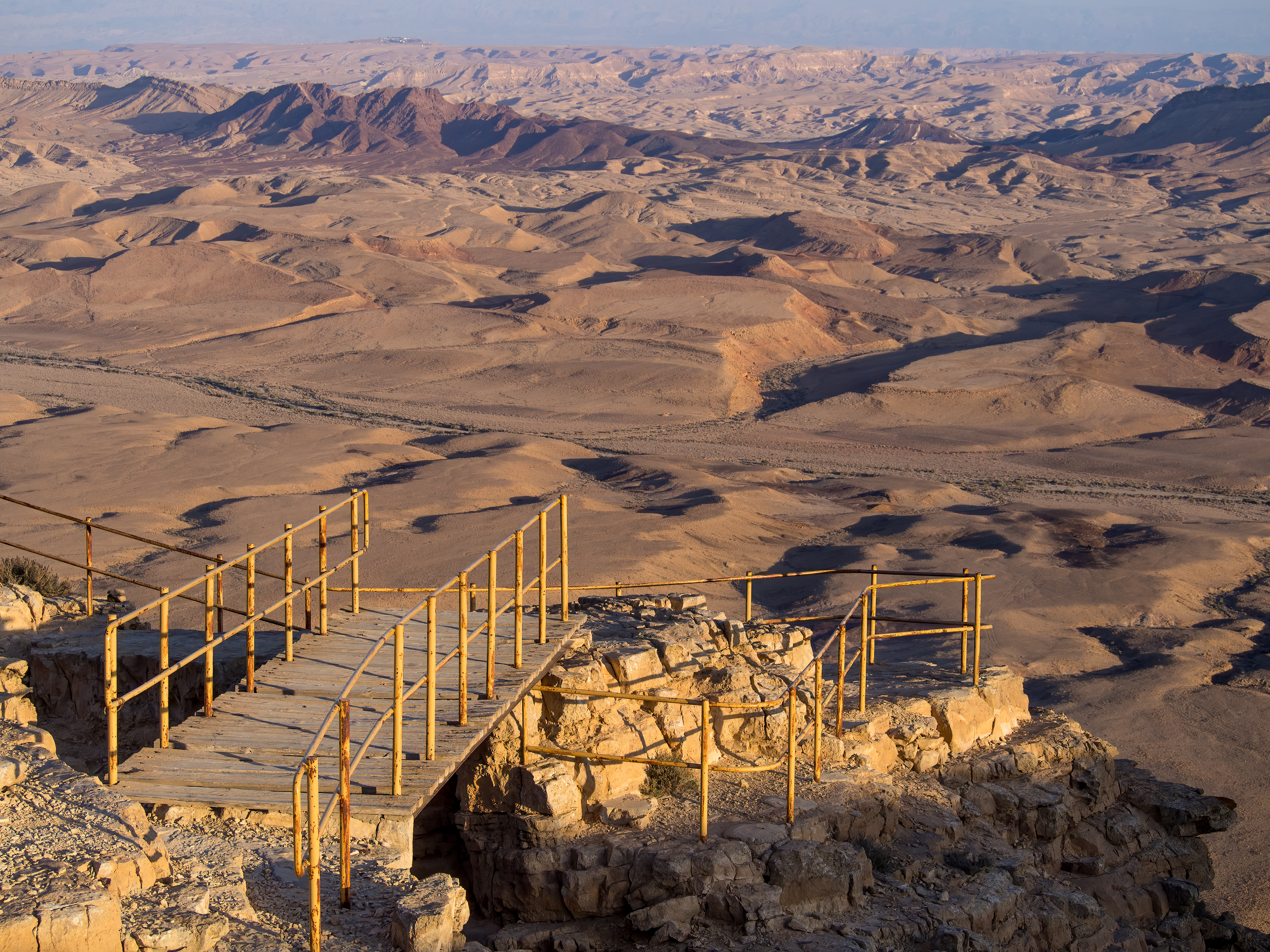
Un pont, au passage du Sentier national israélien, dans le makhtesh Ramon (mars 2017).
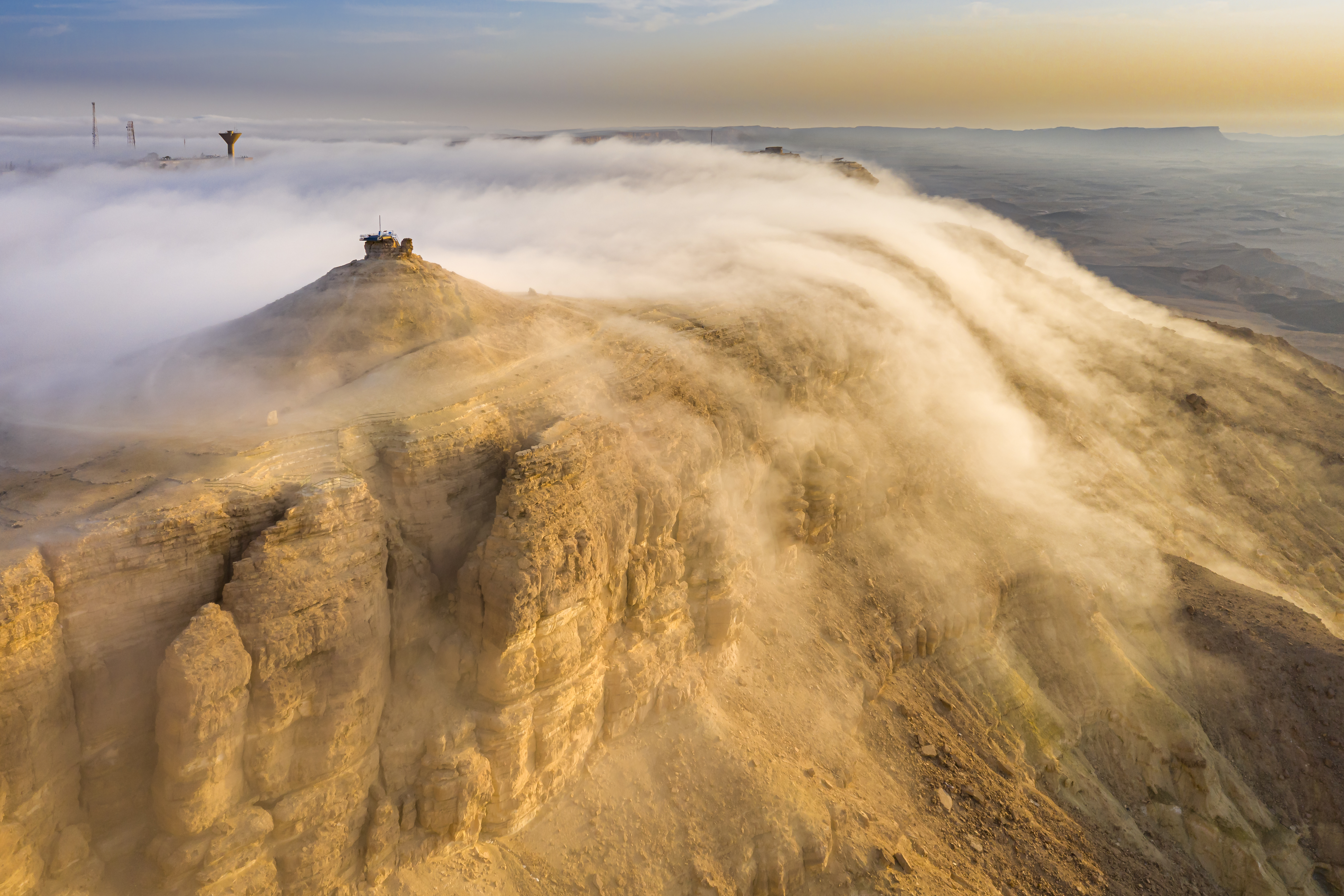
Brouillard d'advection au makhtesh Ramon (octobre 2019).
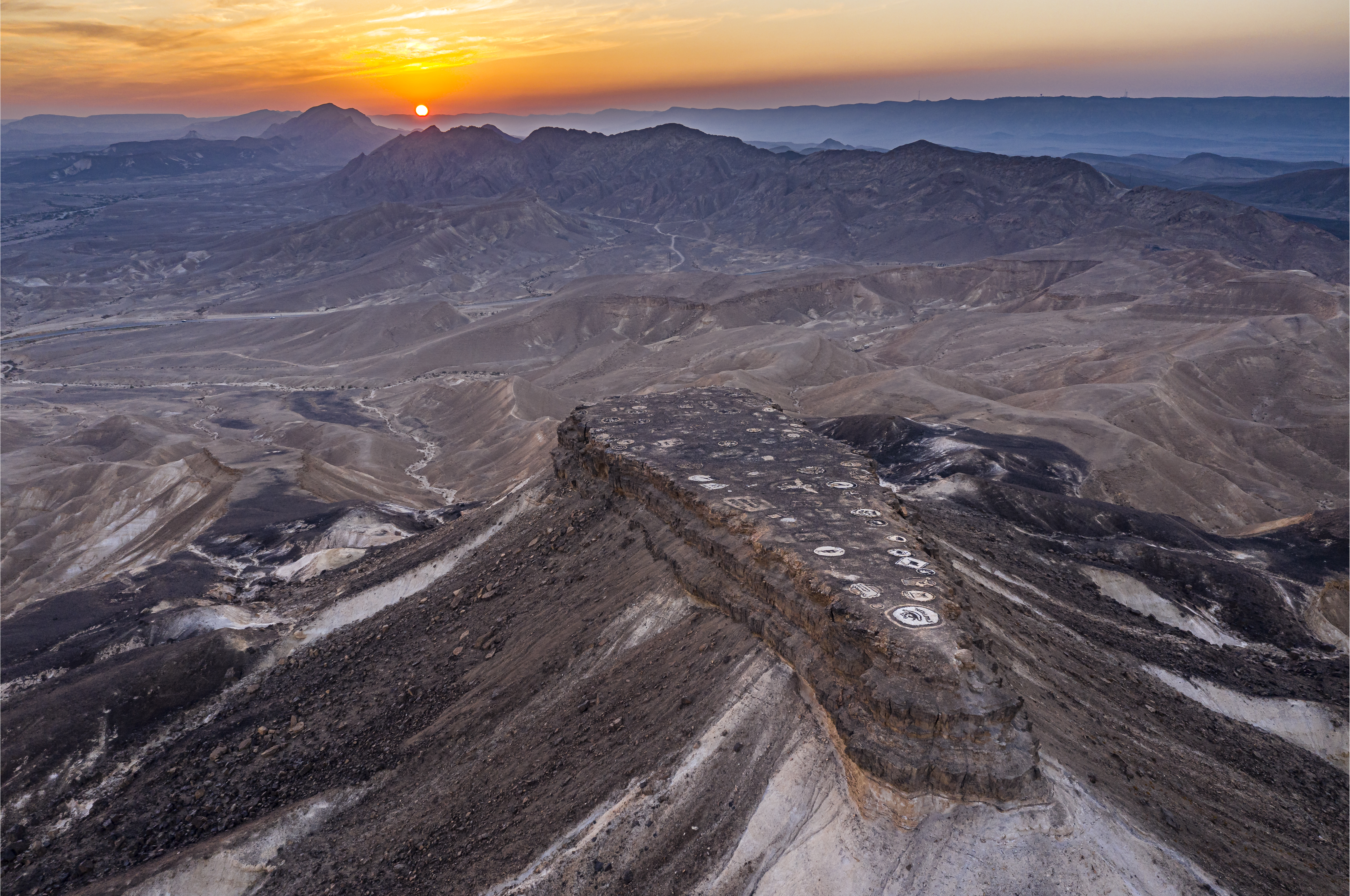
Le mont Katum dans le makhtesh Ramon (octobre 2019).

## Dans la culture
Le roman Le Tunnel (2019) d'Avraham Yehoshua s'y déroule en partie.

### Sources
- (en) Cet article est partiellement ou en totalité issu de l’article de Wikipédia en anglais intitulé « Makhtesh Ramon » (voir la liste des auteurs).